# Antepione constricta
Antepione constricta är en fjärilsart som beskrevs av W. Warren 1895. Antepione constricta ingår i släktet Antepione och familjen mätare. Inga underarter finns listade i Catalogue of Life.